# Hagan
Hagan, sau Khagan (în Turcica veche 𐰴𐰍𐰣‎, Kaɣan, mongolă Xаан sau ᠬᠠᠭᠠᠨ, transliterat: Khaan, turcă otomană خواقين, transliterat: Ḫākan sau خوان Ḫān, turcă Kağan, uigură قاغان, transliterat: Qaghan), este un titlu istoric având semnificația de „Han al hanilor” sau „împărat”, în limbile mongolice, tunguze și limbile turcice. Acest termen poate fi găsit deja în proto-turcă și limbile proto-mongole. Titlul era purtat de cel care conducea un Haganat (un imperiu mai mare decât un hanat condus de un han, hanatul fiind comparabil cu un regat). Haganul, ca și hanii, era ales de Kurultai, de obicei dintre descendenții hanilor anteriori.
Avarii, protobulgarii, khazarii și mongolii au folosit acest titlu pentru conducătorii lor.